# 広木幸生
広木 幸生（ひろき さちお、1970年4月14日 - ）は、日本の元オートレース選手。埼玉県出身。22期、元川口オートレース場所属。身長175.6cm、体重62.6kg（現役時）。

## 略歴
- 1999年
  - 11月24日、GI第25回グランドチャンピオン決定戦（川口オートレース場）優勝。当時の競走車呼名は「フレンダー」。競走タイムは3.659。
- 2001年
  - この年の川口S1（前期）。
- 2006年
  - 9月14日。この日から斡旋を停止される（2007年6月27日まで）。
- 2007年
  - 6月27日、斡旋停止が解除される。
  - 7月6日、この日の開催から練習参加を開始。
  - 10月15日、日本小型自動車振興会に引退を申請し、受理される。同日付で選手登録消除。
  - 10月22日、引退の報がオートレース公式サイトにて公表される。

## 人物
広木は高橋貢などと同期の22期。堂前英男アナウンサーをして「ミサイルのような突っ込み」と言わしめた鋭いイン差しと、「1着以外はいらない」というガッツ溢れるレーススタイルが持ち味であった。且元滋紀（9期、川口オートレース場所属）と片平巧（19期、船橋オートレース場所属）に憧れており、幾度となく指導を受けた。
それゆえか、広木のレーススタイルはイン攻めが主体だったが、且元と片平の弱点でもあったスタートの遅さもそのまま引き継いでしまったようで、そのスタートの遅さは「正規のハンデに更に10mプラスした程」と評された。

島田信廣（11期）や中村政信（19期）を抑えて記念タイトルを制覇し、更に一時は川口のS1にまで登り詰め、次代の川口を背負って立つエースと目された。しかし、その激し過ぎるレーススタイルが災いし、反則を犯すことも多かった。また、単独落車・試走落車・再試走落車・単独最重ハンデからのフライング・後方スタートなど、他の選手を巻き込まない反則も著しく多かった。そのため、広木は度々斡旋を停止され、『お寺送り』（筑波サーキットにある選手養成所へ逆送され、再教育を受けること）されることもしばしばあった。
そして、復帰するたびに、ランキングではB級であるにもかかわらず、上位ランクのA級の選手よりはるか後方のハンデを背負ってレースに臨むという「異常事態」が生じた。

## 暴走行為

### 発端
2005年後半から2006年の初頭までは、比較的おとなしめなレースをしていたが、2006年も中盤に差し掛かると、まるでスイッチが切り替わったかのように爆発。それまで以上に危険な走りが目立つようになった。
特に2006年（平成18年）6月26日に行われた、川口オートレース場第3レースでは、2周回3コーナーにて先行する岡崎秀二（16期、川口オートレース場所属）のインコースではなく、岡崎の競走車めがけてハンドルを逆に切りながら突進。結果岡崎は広木に巻き込まれる形で落車し、広木自身、更には後方から追い上げていた掛川和人（22期、川口オートレース場所属）も広木に衝突し落車。3コーナー際の金網に激突してしまった。
おまけに、その場に居合わせたファンが広木に罵詈雑言を浴びせると、広木は金網越しにそのファンを怒鳴りつけ、競走車の回収をしていた係員と同期の掛川が、やっとのことで制止した程であった。
このような事態に対し、日本小型自動車振興会は、小型自動車競走実施規則の「公正かつ安全な競走を行うに、不適当と認められる理由があるとき」に該当すると判断し、広木に中期の斡旋停止処分を科した。

### 斡旋停止の後から突然の引退へ
2007年6月27日を以って斡旋停止期間が終了したため、次の開催から練習に参加するようになった。復帰は8月10日からの開催になると当初発表されたが、9月に入っても一向に復帰する気配が見られなかった。
その後、10月15日に本人が引退申請をし、日本小型自動車振興会がこれを受理。引退が確定し、同日付で選手登録を消除された。なお、オートレース公式サイトでは選手が引退した際には必ずその報告を記載するが、広木の引退の報告には登録消除の事由が併せて記載された。そこには「本人の申し出」と書かれていた。

## 余談
- 中々の男前としても知られている。かつて森且行（25期、川口オートレース場所属）がデビューした頃、森目当てでレース場に来ていた女性ファンが多数存在したが、その中の一部が数ヶ月後には広木のファンになっていたという逸話がある。
- 殉職した橋本和美（26期）は広木の弟弟子にあたる。